# Sebekidae
Sebekidae is een familie van kreeftachtigen uit de klasse van de Ichthyostraca.

## Taxonomie

### Onderfamilies
- Diesingiinae Heymons, 1935
- Leiperiinae Christoffersen & De Assis, 2013
- Samboninae Heymons, 1935
- Sebekinae Sambon, 1922

### Geslacht
- Levisunguis Curran, Overstreet, Collins & Benz, 2014